# Nycteris nana
Nycteris nana је сисар из реда слепих мишева и породице Nycteridae. 

## Распрострањење
Врста је присутна у Анголи, Гани, ДР Конгу, Екваторијалној Гвинеји, Камеруну, Кенији, Обали Слоноваче, Руанди, Судану, Танзанији, Тогу, Уганди и Централноафричкој Републици.

## Станиште
Врста Nycteris nana има станиште на копну.
Врста је по висини распрострањена до 2.100 метара надморске висине.

## Угроженост
Ова врста није угрожена, и наведена је као последња брига јер има широко распрострањење.

### Популациони тренд
Популациони тренд је за ову врсту непознат.